# 重廣卓也
重廣 卓也（しげひろ たくや、1995年5月5日 - ）は、広島県三次市出身のプロサッカー選手。Jリーグ・徳島ヴォルティス所属。ポジションはミッドフィールダー（MF）。

## 来歴
広島皆実高校では高校3年時に第92回全国高等学校サッカー選手権大会に出場した。高校卒業後は阪南大学に入学してサッカー部に入部。1年時から出場機会を確保して、1年から全日本大学選抜にも選出された。2年時に2015年夏季ユニバーシアードのサッカー日本代表に選出、4年時にも2017年夏季ユニバーシアードのサッカー日本代表に選出され主将を務めて大会優勝に貢献した。2017年5月11日、2018年より京都サンガF.C.に加入すると発表された。8月30日、特別指定選手として承認された。
2018年、京都サンガF.C.に入団。4月28日、第11節の水戸ホーリーホック戦でプロ入り初得点を決めた。
2020年、アビスパ福岡に完全移籍で加入。
2022年7月7日、名古屋グランパスに完全移籍で加入した。
2024年3月3日、FCソウルに期限付き移籍。同年6月、復帰を発表。
2025年から徳島ヴォルティスへ完全移籍することとなった。

## 所属クラブ
- 三次SCスポーツ少年団
- AC_MINAMI
- 2011年 - 2013年 広島県立広島皆実高等学校
- 2014年 - 2017年 阪南大学
  - 2017年8月 - 同年12月  京都サンガF.C. (特別指定選手)
- 2018年 - 2019年  京都サンガF.C.
- 2020年 - 2022年7月  アビスパ福岡
- 2022年7月 - 2024年  名古屋グランパス
  - 2024年3月 - 同年6月  FCソウル (期限付き移籍)
- 2025年 -  徳島ヴォルティス

## 個人成績
| 国内大会個人成績 | 国内大会個人成績 | 国内大会個人成績 | 国内大会個人成績 | 国内大会個人成績 | 国内大会個人成績 | 国内大会個人成績 | 国内大会個人成績 | 国内大会個人成績 | 国内大会個人成績 | 国内大会個人成績 | 国内大会個人成績 |
| 年度             | クラブ           | 背番号           | リーグ           | リーグ戦         | リーグ戦         | リーグ杯         | リーグ杯         | オープン杯       | オープン杯       | 期間通算         | 期間通算         |
| 年度             | クラブ           | 背番号           | リーグ           | 出場             | 得点             | 出場             | 得点             | 出場             | 得点             | 出場             | 得点             |
| 日本             | 日本             | 日本             | 日本             | リーグ戦         | リーグ戦         | リーグ杯         | リーグ杯         | 天皇杯           | 天皇杯           | 期間通算         | 期間通算         |
| ---------------- | ---------------- | ---------------- | ---------------- | ---------------- | ---------------- | ---------------- | ---------------- | ---------------- | ---------------- | ---------------- | ---------------- |
| 2018             | 京都             | 8                | J2               | 32               | 3                | -                | -                | 1                | 0                | 33               | 3                |
| 2019             | 京都             | 8                | J2               | 29               | 2                | -                | -                | 0                | 0                | 29               | 2                |
| 2020             | 福岡             | 7                | J2               | 19               | 1                | -                | -                | -                | -                | 19               | 1                |
| 2021             | 福岡             | 7                | J1               | 23               | 0                | 3                | 0                | 1                | 0                | 27               | 0                |
| 2022             | 福岡             | 4                | J1               | 2                | 0                | 3                | 1                | 1                | 0                | 6                | 1                |
| 2022             | 名古屋           | 19               | J1               | 9                | 1                | 2                | 0                | -                | -                | 11               | 1                |
| 2023             | 名古屋           | 19               | J1               | 3                | 0                | 2                | 0                | 2                | 0                | 7                | 0                |
| 韓国             | 韓国             | 韓国             | 韓国             | リーグ戦         | リーグ戦         | リーグ杯         | リーグ杯         | FA杯             | FA杯             | 期間通算         | 期間通算         |
| 2024             | FCソウル         | 55               | K1               | 2                | 0                | -                | -                | 2                | 0                | 4                | 0                |
| 日本             | 日本             | 日本             | 日本             | リーグ戦         | リーグ戦         | リーグ杯         | リーグ杯         | 天皇杯           | 天皇杯           | 期間通算         | 期間通算         |
| 2024             | 名古屋           | 19               | J1               | 4                | 0                | 0                | 0                | -                | -                | 4                | 0                |
| 2025             | 徳島             | 55               | J2               |                  |                  |                  |                  |                  |                  |                  |                  |
| 通算             | 日本             | 日本             | J1               | 41               | 1                | 10               | 1                | 4                | 0                | 55               | 2                |
| 通算             | 日本             | 日本             | J2               | 80               | 6                | -                | -                | 1                | 0                | 81               | 6                |
| 通算             | 韓国             | 韓国             | K1               | 2                | 0                | -                | -                | 2                | 0                | 4                | 0                |
| 総通算           | 総通算           | 総通算           | 総通算           | 123              | 7                | 10               | 1                | 7                | 0                | 140              | 8                |

- Jリーグ初出場 - 2018年2月25日 J2第1節 FC町田ゼルビア戦 (西京極)
- Jリーグ初得点 - 2018年4月29日 J2第11節 水戸ホーリーホック戦 (Ksスタ)

## 代表・選抜歴
- 全日本大学選抜
  - デンソーカップサッカー（2014年 - 2016年）
- ユニバーシアードサッカー日本代表
  - 2015年夏季ユニバーシアード（2015年）
  - 2017年夏季ユニバーシアード（2017年）

## タイトル

### チーム
阪南大学
- 関西学生サッカーリーグ（2016年）
- 関西学生サッカー選手権（2017年）
- JリーグYBCルヴァン・カップ(2024年)

### 代表
ユニバーシアードサッカー日本代表
- 2017年夏季ユニバーシアード（2017年）

### 個人
- 関西学生サッカーリーグ・新人賞（2014年）
- デンソーカップチャレンジサッカー刈谷大会・優秀選手（2016年）
- DENSO CUP SOCCER 第14回大学日韓定期戦・優秀選手（2016年）